# Код Омега
«Код Оме́га» (англ. The Omega Code) — американський фільм 1999 року. Давно відомо, що в Біблії, в книзі Одкровень, приховані стародавні зашифровані послання, що пророкують час глобальних подій. Фільм вийшов на екран (світова прем'єра) 27.08.1999. Бюджет фільму склав $8 000 000. У кінотеатрах США: $12 614 346. Зібрав у США 2,42 млн. глядачів.

## Сюжет
Давно відомо, що в Біблії, в Книзі Одкровень, приховані стародавні зашифровані послання, що пророкують час глобальних, доленосних подій. Приклади тому — поява Гітлера, вбивство Кеннеді, війна в Перській затоці. А якщо хтось, використовуючи останні досягнення науки, зможе розшифрувати коди цих пророцтв і, тим самим, отримає контроль над нашим майбутнім.
Домінік вбиває Ростенберга і забирає його програму, яка розшифровує послання, знаки і коди з книги Одкровень. Кассандра Барош приймає в гостях у себе на ток-шоу д-ра Гіллена Лейна. Доктор розповідає всім присутнім і Касандрі про вбивство Кенеді, появу Гітлера та інші загадкові ключові події, що не залишають байдужих, які прагнуть дізнатися, що, чому і як.
Александру Стоуну вручають нагороду, за заслуги перед людством і вирішенням проблем з голод у Світі. Стоун діє за планом, а його програмісти працюють над вкраденою програмою Ростенберга, але їх чекає сумна звістка: остання частина кода відсутня.
Гіллен Лейн з другого разу погодився на зустріч з канцлером Світу. Александр назначає на посаду голови «Світового Союзу» Лейна і вони подорожують країнами світу, їх турне триває рік, та Лейна усюди переслідують видіння демонів. Завдяки Гіллену Лейну Александр Стоун підписує з десятьма державами угоду про мир, ненапад та вирішення проблем. Канцлер, надає також Палестині статус незалежної держави. Лейну телефонує невідомий абонент, стверджуючи, що він є маріонеткою в руках Стоуна. Гіллен відмовляє Стоуну у надані охорони, вважаючи, що це злякає незнайомця. Але Александр вчинив по-своєму. Домінік стріляє в незнайомця, який передав конверт Лейну. Гіллен передає конверт Стоуну. Через два роки Касандра Барош зустрічається с Гілленом Лейном, і каже, що має послання від невідомих пророків. Гіллен з усмішкою сприймає цю звістку Кассандри і вважає, що це гра канцлера.
За хвилину до ефіру Касандра стає свідком теракту. Мечеть Аль-Акса і храм Соломона вщент зруйновані вибухом. Касандра знімає на плівку момент вибуху. Александр Стоун продовжує втілювати першу фазу свого плану. Стоун зустрічається із прем'єр-міністром Ізраїлю, президентами Палестини та Ірану. Вони навідріз заперечують, буцімто хтось із їхніх терористів вчинив цей злочин.
Касандра надалі зближується з Гілленом заради останнього коду, який потрібен Александру. Їй врешті-решт вдалося отримати від Гіллена останній код, але він виявився підробкою. Гіллен ані на мить не запідозрив подругу у з мові з канцлером.
Гіллен Лейн потрапляє до приміщення, де люди Стоуна працюють над програмою Ростенберга, і про все дізнається Спочатку Домінік, потім сам Стоун зустрічається там із Гілленом.
Стоун пропонує Гіллену бути своїм пророком, та Домінік, шокований тим, що саме йому Стоун раніше обіцяв цю посаду, випадково стріляє у канцлера. Домінік оголошує Гіллена Лейна вбивцею канцлера. Після похорон Александра Стоуна раптом з'ясувалося, що він якимось дивом воскрес. Сім із десяти держав залишилися вірні йому. Відбуваються збори семи лідерів біля ліжка канцлера.
Домінік оголошує Лейна у розшук. Касандра допомагає Лейну сховати жінку із дочкою, а самі вони летять до пророків. Пророки розповідають про чотирьох коней Апокаліпсису.
Гіллен відмовляється вірити у те, що настає Судний День. Лейн отримує останню частину пророцтва, та Кассандра відбирає його в нього. Тільки тепер Гуллен зрозумів, що Касандра працює на Стоуна.
Зрештою, останнє пророцтво знову опиняється в руках Лейна. Та незабаром він потрапляє до рук людей Стоуна. Шляхом шантажу Стоун нарешті добуває пророцтво. Цього разу дане пророцтво виявилося справжнім.
Стоун віддає команду про атаку, ігноруючи прохання Лейна відмовитися від свого плану. Однак, на Стоуна чекає геть несподіваний розвиток подій.

## У ролях
- Майкл Йорк — Стоун Александр
- Каспер ван Дін — Гіллен Лейн
- Кетрін Оксенберг — Кассандра Бараш
- Майкл Айронсайд — Домінік
- Ян Тріска — пророк 1
- Грегорі Вагровскі — пророк 2
- Девон Одесса — Дженніфер Лейн
- Вільям Хуткінс — Сер Персіваль Ллойд
- Роберт Іто — Шиморо Лін Че
- Джанет Керролл — Дороті Томпсон
- Джордж Коу — сенатор Джек Томпсон
- Равіль Ісянов — Рикофф
- Айла Келл — Медді Лейн
- Волтер Вільямсон — архієпископ